# Архи (спътник)
Вижте пояснителната страница за други значения на Архи.
Архи е естествен спътник на Юпитер. Открит е от Скот Шепърд на 5 февруари 2003 г. Първоначалното означение на спътника е S/2002 J 1. Спътникът носи името на фигурата от древногръцката митология Архи.
Архи е малко по размери тяло с диаметър от 3 km и се намира на ретроградна орбита около Юпитер. Принадлежи към групата на Карме.